# Гредин, Анатолий Леонидович
Анатолий Леонидович Гредин (р. 2 июня 1956, Зуевка, Кировская область) — российский политик, председатель Правительства Свердловской области (2009—2012).

## Образование
Окончил Уральский электромеханический институт инженеров железнодорожного транспорта (1978), инженер путей сообщения по эксплуатации железных дорог.

## Биография
После окончания института начал работу на Свердловской железной дороге: дежурный по станции Углеуральская, маневровый диспетчер, главный инженер, начальник станции Чусовская, начальник отдела движения Чусовского отделения, первый заместитель начальника отделения, заместитель начальника Свердловской железной дороги — начальник службы перевозок. В 1997—2005 годах — 1-й заместитель начальника Свердловской железной дороги, которую в 2002—2004 годах возглавлял Александр Мишарин. Летом 2005 года Гредин ушёл с должности «по состоянию здоровья», а в октябре 2005 года он был назначен первым заместителем начальника Дорожного центра фирменного транспортного обслуживания (ДЦФТО) Свердловской железной дороги.
В июле 2007 года переведён в Правительство Свердловской области и назначен заместителем министра промышленности, энергетики и науки Свердловской области (министр — В. А. Молчанов). После отставки Молчанова (1 апреля 2008) назначен и.о. министра, а 4 мая 2008 года утверждён в должности первого заместителя председателя Правительства Свердловской области — министра промышленности и науки.
7 декабря 2009 года Мишарин, ставший Губернатором Свердловской области, назначил Гредина председателем Правительства Свердловской области.
Согласно предоставленной декларации в 2011 году А. Л. Гредин заработал 2,86 млн рублей, а его супруга — 3,94 млн рублей. В их совместной собственности 4 квартиры и жилой дом, в том числе в элитном жилом комплексе «Тихвин».
После автомобильной аварии 1 декабря 2011 года, в которой губернатор Мишарин получил тяжёлые травмы, А. Л. Гредин стал исполняющим обязанности губернатора Свердловской области. Он исполнял их до возвращения губернатора на работу 6 февраля 2012 года.
В марте 2012 года губернатор отправил в отставку Главу своей администрации Вячеслава Лашманкина. Вскоре после этого в местных СМИ появились слухи, что и А. Л. Гредин уйдет в длительный отпуск, из которого уже не вернётся на работу. Слухи о возможной отставке были официально опровергнуты 15 марта. 19 марта Гредин ушёл в плановый отпуск почти на месяц, до 14 апреля. В последний день отпуска Анатолий Гредин подал в отставку по собственному желанию.
Исполняющим обязанности председателя правительства был назначен первый заместитель Гредина, министр социальной защиты населения Владимир Власов. Он же через некоторое время и сменил Гредина на посту председателя правительства области.

## Достижения
Разработчик и ответственный за реализацию новой эксплуатационной модели дороги. Один из авторов фирменного транспортного обслуживания, реализующего обеспечение возрастающих потребностей в объёмах и качестве предоставляемых услуг. Руководил формированием новой эксплуатационной модели технологии перевозочного процесса железных дорог и созданием Уральского регионального центра управления перевозками. Автор ряда печатных работ.

## Семья
Супруга Оксана Гредина  — ректор Института развития образования. До замужества носила фамилию Гайнанова.
Воспитывает двух дочерей.

## Награды
- Медаль «За трудовое отличие»
- Знак отличия «За заслуги перед Свердловской областью» III степени (2011)
- Юбилейная медаль «100 лет Транссибирской магистрали»
- Знак «Почётному железнодорожнику»
- Премия имени Черепановых (2001)
- Почётный гражданин города Серова (2011)